# Теодорова субота
Тодорова субота је прва субота Васкршњег поста па према томе покретан празник који спада уз Васкршњи циклус празновања. Дан је посвећен Св. великомученику Теодору Тирону, кога Црква слави 17. фебруара, а у Теодорову суботу успомену на његово јављање Епископу Евдоксију, прве суботе прве недеље поста.
Теодорова субота посвећена је догађају који се десио Св. великомучеником Теодор Тирону и кољивом. Када је цар Јулијан Отпадник наредио да се сва храна на тргу покропи жртвеном идолском крвљу, како би се Хришћани оскврнули (оскрнавили), Св. Теодор се јавио градском Епископу Евдоксију и рекавши му да народу нареди да једе кувану (варену) пшеницу. У спомен на овај догађај, у петак после Пређеосвећене литургије пева се молебни Канон Св. великомученику Теодору, који је написао преподобни Јован Дамаскин. Прва субота Васкршњег поста у Јерусалиму била је посвећена Св. Теодору већ у VII веку, а Канон Св. Теодора који се поје у суботу на јутрењу написао је у XI веку Митрополит Јован Евхаитски.

## Народни обичаји
- За Светог Теодора, народски, Тодора верује се да је заштитник стоке, поглавито коња, па се овај дан назива још и Коњски дан. У таковском крају овај светац се слави, јер се верује да лечи од падавице. Сељаци у то време одлазе у оближње манастире са болеснима, пале свеће и моле се Светом Теодору за здравље. Тодорова субота у Поповом пољу зове се Тодорица. Родитељи тада шаљу децу да се причесте. Села у Горњој Пчињи Светог Теодора славе као заштитника говеда. Кувају кукуруз који увече носе воловима и срачима да се почасте. Ломе и за ову прилику умешен колач који се дели стоци; овцама, козама, воловима, кравама, коњима.[1]
- Трке коња се организују у Шумадији, које су популарне међу млађаријом. Овај дан су у селима Тимочке крајине прогласили за Коњски - Велики дан, па не прежу коње већ их само јашу. Срби у Војводини верују да ноћу уочи светог Тодора јашу поворке белих коња. Међу њима је предводник хроми коњ. Постоји веровање да је и сам Свети Тодор јахао таквог хромог коња, па се зато може чути и назив Хрома субота. Уопште, у многим селима се коњи јашу, без седла или са њима, показују по селима. На Тодорицу, како се још назива Тодорова субота, по први пут излазе змије након зимског мировања. На Косову мисле да је некада свети Теодор управљао змијама које су имале ноге. Кад су змије почеле да уједају људе, он се наљути на њих, одузе им ноге, а људе научи како да их туку штаповима и хватају.[1]
- Овог дана у селима источне Србије припрема се жито, односно, кољиво, као за сваку Крсну славу. Прави се и колач на коме се обавезно налазе украси у облику коња или потковице. Теодорова субота спада у оне празнике који славе почетак летњег периода, па се тако у селима око Прокупља може чути да је то дан када Свети Теодор узјаше коња и оде да доведе лето. Друга прича каже да је то дан када роде поткивају своје невидљиве коње, пред велики пут, да би стигле у наше крајеве за Младенце.
- У селима лесковачког Поморавља кажу да на дан Тодорице Краљевић Марко јаше свог шарца на мору. Теодорова субота је дан када су механџије и кафеџије у пожаревачком крају држале свој еснафски пир.[1].